# Pirun nyrkki
Pirun nyrkki är ett musikalbum från 2006 av den finländska industrimetalgruppen Turmion Kätilöt. Det var gruppens andra långa album och släpptes 29 mars 2006 på skivbolaget Spinefarm Records.

## Låtlista
1. Mistä veri pakenee
2. Pirun nyrkki
3. Messu
4. Eläköön!
5. Tirehtööri
6. MTV/DNA
7. Härkä
8. Illuusio musiikista
9. Irstauden ilosanoma
10. Piiloviestien neitietsivä
11. Verta ja lihaa - Proteus Mental Remix